# Maescar
Maescar est une communauté du Powys, au pays de Galles.

## Géographie
La communauté de Maescar est située dans le sud-ouest du Powys, dans le comté historique du Brecknockshire, près de la frontière du Carmarthenshire. Elle comprend les villages de Defynnog (en) et Sennybridge / Pontsenni. Ce dernier se trouve au confluent de la Senni (en) et de l'Usk.

## Démographie
Au recensement de 2011, la communauté de Maescar comptait 965 habitants.